# Trance Around the World
Trance Around the World (abreviado como TATW) fue un programa de radio semanal presentado por el trío de DJs británicos de música trance Above & Beyond. El programa tomaba el formato de una mezcla de dos horas emitidas directamente desde los estudios de Above & Beyond en Londres cada viernes de 19:00 a 21:00 GMT. El 10 de noviembre de 2012 se celebró el episodio 450 que dio paso al actual programa Group Therapy Radio.

## Estaciones de radio
(Si no se señala otra cosa, todos los tiempos hacen referencia al huso horario respectivo de cada región)
- A todo el mundo: Anjunabeats Radio es la estación oficial del programa. El episodio de cada semana puede ser escuchado en vivo en el sitio web Anjunabeats (Viernes, 19:00-21:00 GMT). También está disponible su reproducción hasta la emisión del siguiente programa.

- Todo el mundo: DI.fm (Viernes, 19:00-21:00 GMT, canal Trance)

- Todo el mundo: Ministry of Sound Radio

- Todo el mundo: Party107 (Martes, 20:00 GMT)

- Todo el mundo: WorldSpace Satellite Radio Network (Jueves, 22:00 GMT; repetición Domingos, 15:00 GMT)

- Argentina: FM Delta 90.3 (Domingos, 01:00)

- Comunidad de Estados Independientes: Radio Record FM (Martes, 22:00)

- Dubái: Dubai92 FM (Sábados, 20:00)

- Estados Unidos y  Canadá: XM Radio channel 82 The System, parte de WorldSpace Satellite Radio Network. (Viernes, 22:00 EST; repetición Lunes, 16:00 EST)

- Jordania: Play 99.6 FM (Viernes, 24:00)

- Líbano: MixFM (Jueves, 22:00)

- México: Trancemx.com (Viernes, 19:00)

- Polonia: RMI FM (Viernes, 21:00)

- Rumania: Radio DEEA network (Viernes, 21:00)

- Sudáfrica: Dance Web Radio (Martes, 12:00)

- Ucrania: Kiss Fm (Martes, 21:00)

## Especiales
Los episodios especiales se desvían del formato habitual del programa.
- Episodio 042 (2004-12-21): Especial Top 20 de 2004
- Episodio 055 (2005-03-29): Especial de 4 horas 'Clásicos'
- Episodio 065 (2005-06-07): Especial Anjunabeats Volume Three
- Episodio 093 (2005-12-20): Especial Top 20 de 2005
- Episodio 100 (2006-02-14): Especial de 3 horas
  - Hora 1: Novedades
  - Hora 2: Clásicos TATW/Anjunabeats
  - Hora 3: Temas que más habían influido a Above & Beyond
- Episodio 106 (2006-03-28): Especial en vivo
  - Hora 1: Above & Beyond en vivo desde Nikki Beach, Miami, 24 de marzo de 2006
  - Hora 2: Above & Beyond en vivo desde Nocturnal, Miami, 24 de marzo de 2006
- Episodio 119 (2006-06-27): Especial Anjunabeats Volume Four
- Episodio 124 (2006-08-01): Above & Beyond en vivo desde el Global Gathering, Stratford-upon-Avon, 29 de julio de 2006
- Episodio 125 (2006-08-08): Especial competición CDJshop.com
- Episodio 138 (2006-11-07): Above & Beyond en vivo desde Turnmills, Londres, 3 de noviembre de 2006
- Episodio 144 (2006-12-19): Especial Top 20 de 2006
- Episodio 160 (2007-04-17): Especial Anjunabeats Volume Five
- Episodio 169.5 (2007-06-26): Above & Beyond en vivo desde Liquid Club, San Juan, 2 de junio de 2007
- Episodio 178 (2007-08-24): Above & Beyond's Summer "Anjunabeach" Mix
- Episodio 196 (2007-12-28): Reemisión del BBC Radio 1 Essential Mix de Above & Beyond, 6 de junio de 2004, ganador del "Essential Mix of the Year 2004"
- Episodio 197 (2008-01-04): Above & Beyond en vivo desde la fiesta Anjunabeach en Goa, 28 de diciembre de 2007
- Episodio 200 (2008-01-25): Especial con más de 70 cortes de temas, los cuales habían sido seleccionados por los oyentes como los mejores de Trance Around the World.
- Episodio 227 (2008-08-01): Above & Beyond en vivo desde el Global Gathering, Stratford-upon-Avon, 26 de julio de 2008
- Episodio 236 (2008-10-03): Especial Anjunabeats Volume Six
- Episodio 248 (2008-12-26): Above & Beyond en vivo desde el ZoukOut Beach Festival, Singapur, 13 de diciembre de 2008
- Episodio 250 (2009-01-09): Especial Top 20 de 2008
- Episodio 285 (2009-09-11): Especial Summer Festival presentando temas que Above & Beyond habían reproducido en eventos en vivo durante el verano de 2009
- Episodio 288 (2009-10-02): Especial Anjunabeats Volume 7
- Episodio 300 (2009-12-25): Especial Fanes. Se animó a los oyentes a enviar grabaciones de video o audio explicando qué temas les gustaría escuchar en el programa. Estas grabaciones de audio fueron reproducidas al comienzo de los temas
- Episodio 300 Parte 2: Un show de 9 horas en el Forum Hall, Moscú con las actuaciones de Above & Beyond, Kyau & Albert, Super8 & Tab, Mat Zo, PROFF y Daniel Kandi, 12 de diciembre de 2009
- Episodio 301 (2010-01-01): Lo más destacable del show de 9 horas en el Forum Hall, Moscú, 12 de diciembre de 2009
- Episodio 328 (2010-07-09): Above & Beyond en vivo desde el Electric Daisy Carnival, Los Ángeles, 26 de junio de 2010
- Episodio 349.5 (2010-12-10): Reemisión del BBC Radio 1 Essential Mix de Above & Beyond, 6 de junio de 2004, ganador del "Essential Mix of the Year 2004"
- Episodio 350: Un show de 7 horas en el Hollywood Palladium, Los Ángeles con las actuaciones de Boom Jinx, Jaytech, Cosmic Gate, Above & Beyond y Super8 & Tab, 10 de diciembre de 2010
- Episodio 352 (2010-12-24): Web Vote Winners de 2010 parte 1
- Episodio 353 (2010-12-31): Web Vote Winners de 2010 parte 2
- Episodio 355 (2011-01-14): Especial 10 Years Of Anjunabeats
- Episodio 399.5 (2011-11-25): Reemisión del episodio 349.5 (Reemisión del BBC Radio 1 Essential Mix de Above & Beyond, 6 de junio de 2004, ganador del "Essential Mix of the Year 2004")
- Episodio 400: Un show de 8 horas en el Forum de Beyrouth, Beirut con las actuaciones de Jaytech, Kyau & Albert, Above & Beyond, Gareth Emery y Mat Zo, 26 de noviembre de 2011
- Episodio 404 (2011-12-23): Web Vote Winners de 2011 parte 1
- Episodio 405 (2011-12-30): Web Vote Winners de 2011 parte 2
- Episodio 415 (2012-03-09): Reemisión del BBC Radio 1 Essential Mix de Above & Beyond, 2 de julio de 2011, ganador del "Essential Mix of the Year 2011"
- Episodio 449 (2012-11-02): Especial retrospectivo. Above & Beyond echaron una mirada hacia atrás sobre los 9 años de Trance Around the World
- Episodio 450: Un show de 6 horas en el Jayamahal Palace, Bangalore con las actuaciones de Jody Wisternoff, Andrew Bayer, Norin & Rad, Mat Zo y Above & Beyond, 10 de noviembre de 2012. Las 4 primeras horas del show fueron calificadas como el episodio 450 de Trance Around the World mientras que el set de Above & Beyond fue el episodio 001 de Group Therapy Radio. El episodio 450 fue anunciado como el episodio final de Trance Around the World

## Secciones regulares

### Record of the Week
El Record of the Week era seleccionado por Above & Beyond como su elección personal del mejor tema del episodio.

### Web Vote Winner
El Web Vote Winner era votado a través de una encuesta por los oyentes de una lista de nuevos temas del episodio de la semana anterior.

### Stuck in the Box
Stuck in the Box era un tema clásico seleccionado por Above & Beyond que se reproduce justo antes del Guest Mix. Fue una sección previamente retirada que, desde el episodio 369, fue traída de vuelta.

### Guest Mix
El Guest Mix semanal presentaba una interpretación en directo o pregrabada por un DJ invitado. Por lo regular, se presentaba en la última parte del programa. Un extenso número de DJs de fama mundial aparecieron en esta interpretación especial.

## Secciones retiradas
Ciertas secciones que estaban en los primeros episodios ya no formaron parte de los últimos episodios.

### Unsung Hero
Unsung Hero se presentaba como una producción no firmada o de demostración. Esta sección se hizo innecesaria porque una gran cantidad de los temas que posteriormente se reproducirían en el programa eran producciones de demostración o no firmadas. A principios de 2004 las demos y producciones no firmadas, así como las nuevas mezclas eran más difíciles de adquirir.